# 모모타로 전철
모모타로 전철(일본어: 桃太郎電鉄, Momotaro Dentetsu)은 장기간 이어온 일본의 보드 게임 스타일 비디오 게임 시리즈이다. 여기서 플레이어는 철도, 선박, 비행기로 여행을 한다. 또, 사업 거래를 통해 부를 얻으며 경쟁 기업가들과 거래를 한다. 게임 구조는 보드 게임 스고로쿠와 모노폴리와 비견된다.
1988년 시작된 이 시리즈는 처음에 허드슨 소프트가 제작하였다. 시리즈의 판권은 현재 2012년 허드슨을 인수한 코나미가 소유하고 있다.